# Doryctes anticerufus
Doryctes anticerufus är en stekelart som beskrevs av Granger 1949. Doryctes anticerufus ingår i släktet Doryctes och familjen bracksteklar. Inga underarter finns listade i Catalogue of Life.